# 维里
维里（法語：Viry，法語發音：[viʁi]）是法国上萨瓦省的一个市镇，属于圣于连昂热讷瓦区。

## 地理
维里（46°7'3"N, 6°2'15"E）面积26.16 平方千米，位于法国奥弗涅-罗讷-阿尔卑斯大区上萨瓦省，该省份为法国东部省份，历史上为薩伏依的一部分，北与瑞士接壤，西接安省，南至萨瓦省，东与瑞士和意大利接壤。
与维里接壤的市镇（或旧市镇、城区）包括：圣于连昂热讷瓦、谢讷克斯、费热尔、普雷西伊、瓦莱里。
维里的时区为UTC+01:00、UTC+02:00（夏令时）。

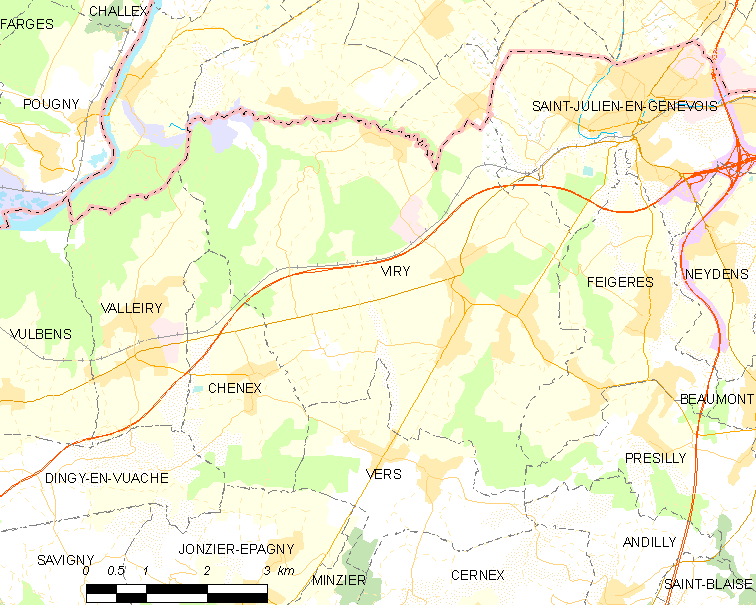
维里的OSM定位图

## 行政
维里的邮政编码为74580，INSEE市镇编码为74309。

## 政治
维里所属的省级选区为圣于连昂热讷瓦县。

## 人口

1962-2008年间维里人口变化图示

维里于2022年1月1日时的人口数量为5625人。